# Miquel Psel·los
|  | Per a altres significats, vegeu «Miquel Psel·los (desambiguació)». |

Miquel Psel·los el Jove o Miquel Constantí Psel·los (Psellus, Ψέλλος) fou un escriptor romà d'Orient del segle xi. Va néixer a Constantinoble el 1020, de família de rang consular i patrícia; als 5 anys va quedar sota un tutor que va detectar la seva laboriositat i talent; va estudiar a Atenes i fou un dels més intel·ligents del seu temps. Va ensenyar filosofia, retòrica i dialèctica a Constantinoble. L'emperador el va honorar amb el títol de «prínceps dels filòsofs» (Φιλοσόφων ὕπατος. Sovint es considera que és la mateixa persona que Miquel Gramàtic (Μιχαήλ) amb aquest nom se li atribueix Epigramma in Agathiam.
Va florir entre el regnat de Constantí IX Monòmac (1042-1054), l'emperadriu Teodora (1054-1056) i Miquel VI Estratiòtic. Aquest darrer li va encomanar una missió davant Isaac I Comnè, proclamat emperador pels soldats (1057). Va romandre en el favor de Comnè i del seu successor, Constantí X Ducas (1060) i l'emperadriu Eudòxia i els seus tres fills. Quan Romà IV Diògenes fou proclamat emperador pel seu enllaç amb Eudòxia (1068) Psel·los fou un dels seus consellers; al cap de tres anys (1071) el senat va deposar Romà Diògenes i va proclamar Miquel VII Ducas (fill de Constantí Ducas) que era deixeble de Psel·los, i que es va dedicar més a l'estudi que als deures imperials; Psel·los fou substituït en el favor imperial per Joan Ítal (Joannes Italus), home de menys talent però molt eloqüent i ben relacionat amb els nobles.
A la caiguda de Miquel VII, Psel·los (1078) va perdre tots els càrrecs per decisió del nou emperador Nicèfor III Botaniates, que el va obligar a retirar-se a un monestir; el següent emperador Aleix I Comnè va donar el títol de príncep dels filòsofs a Joan Ítal (1081).
Psel·los va morir no abans del 1105, i potser va viure fins al tomb del 1110.

## Obra

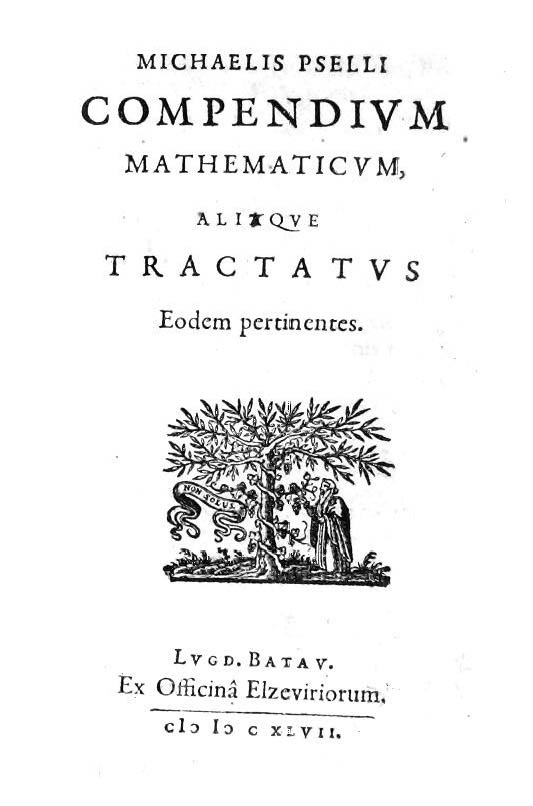
Compendium mathematicum, 1647

Fou l'escriptor més prolífic del seu temps, en prosa i en poesia i sobre gran varietat de temes. Algunes de les seves obres són:
- Περὶ ἐνεργείας δαιμόνων διάλογος, de Operatione Daemonum Dialogus
- De Lapidum Virtutibus
- Synopsis Oryani Aristotelici
- Obres sobre matemàtiques 
  - Pseli Opus in quatuor Mathematicas Disciplinas
  - Arithmeticam
  - Musicam
  - Geometriam et Astronomiam
  - Geometria,
  - περὶ ἀριθμητικη̂ς σύνοψις, Arithmetices Compendium
  - Σύνοψις μονσικη̂ς, Compendium Musices
- Synopsis Leyum, versibus iambis et politicis
  - Carmina political de Dogmate, Carmina de Nomuocanone
  - Tractatus de septen sacris synodis oeculoenicis
- Διδασκαλία παντοδαπή, sive de onmnifaria doctrina capita et quaestiones ac responsiones CXCIII ad Michaelem Ducam Imp. Const.
- Εἰς τὰς ἁγίας ἑπτὰ συνόδους, δε σεπτεμ σψνοδις
- Paraphrasis in Cantica Canticorum
- Capita XI. de S. Triatate et persona Chzristi
- Celebres Opiniones de Anima
- De Vitis et Virtutibus, et Allegoriae
- Eneomium in Metaphraslem Domium Symeonem
- Judicium de Heliodori et Achillis Tatii fabulis amnatorüs
- Carmen lamnbicum in depositionert Joannes Chrysostomus
- Patria, seu Origines Urbis Constantinopolitanae, i. e. de Antiquitatibus Constantinopolitanis Libri IV
- Scholia in Zoroastrem
- Annotationes in Gregorium
- Παράφρασις εἰς τὸ περὶ ἑρμηνίας, De Interpretatione

## Pseudo-Psel·los
Antigament es creia que hi havia hagut un altre escriptor romà d'Orient amb el mateix nom, Miquel Psel·los el Vell (conegut actualment com a Pseudo-Psel·los), que hauria viscut a l'illa d'Andros al segle ix i hauria estat deixeble de Foci I de Constantinoble i mestre de l'emperador Lleó VI el Filòsof. Alguns autors també es referien a Miquel Psel·los com «el Jove». Aquesta creença venia d'una entrada en una crònica medieval, la Σύνοψις Κεδρηνοῦ-Σκυλίτση, que esmenta el nom de Psel·los en aquest context. Avui en dia, el consens és que la inclusió del nom «Psel·los» en la crònica fou un error introduït per un copista d'una època posterior i que mai no existí el tal «Miquel Psel·los el Vell».